# Лемуан, Виктор
Викто́р Лемуа́н (фр. Victor Lemoine, 21 октября, 1823, Дельм, Франция — 12 декабря 1911, Нанси, Франция) — французский селекционер декоративных растений, особенно известен многочисленными выведенными сортами сирени.

## Биография
Виктор Лемуан родился 21 октября 1823 года в небольшом лотарингском городке Дельм в семье потомственных садовников и агрономов. После окончания коллежа Лемуан много путешествовал. Решив не изменять семейной традиции и посвятить себя садоводству, работал во многих ведущих садоводческих учреждениях того времени, в частности у Луи Ван-Гутта в Генте (Бельгия).
В 1849 году он осел в Нанси, где зарекомендовал себя как флорист и садовник, специалист по гибридизации. В начале 1850-х появились первые селекционные успехи Лемуана: в 1852 году он вывел сорт портулака с махровыми цветками, а в 1854 году — махровый сорт лапчатки, Gloire de Nancy, и первые гибридные стрептокарпусы. Позже внимание Лемуана привлекли фуксии, и он вывел многочисленные сорта, в том числе знаменитую гибридную фуксию Solferino с махровыми цветками. В 1862 году он интродуцировал белую спирею японскую, позже в 1866 году — крупноцветную гортезию метельчатую и пеларгонию с махровыми цветками, а в 1868 году — первую гибридную вейгелу.
Наиболее известным достижением Виктора Лемуана стала его селекционная работа с сиренью. Фактически, он заложил основы культуры сирени, сделав её популярным садовым растением. В 1876 году он создал первые гибриды французской сирени с махровыми цветками и первые гибридные сорта сирени гиацинтоцветковой (S. oblata × S. vulgaris). Начиная с 1870 года в семейном садоводческом питомнике, основанном Виктором Лемуаном, были получены 214 сортов сирени, многие из которых стали эталонными. Самому основателю фирмы принадлежит авторство 64 сортов, его сыну Эмилю Лемуану (1862—1942) — 140, внуку Анри Лемуану (1897—1982) — 10.
Виктор Лемуан стал первым иностранцем, получившим Викторианскую медаль садоводства от Королевского садоводческого общества. Он также получил почетную медаль Джорджа Р. Уайта от Массачусетского садоводческого общества. Офицер Ордена Почётного легиона.
Примерно с середины XIX столетия до середины 1950-х годов фирма «Виктор Лемуан и сын» была широко известна своими пеларгониями и фуксиями (около 450 форм), гладиолусами (590 сортов), клематисами (почти 90), пионами (60), гортензиями (40), астильбами (около 30), чубушниками, дейциями, вейгелами, бегониями и другими растениями. Многие сорта популярны и в настоящее время.

## Сорта сирени Виктора Лемуана
Виктор Лемуан начал заниматься селекцией сирени в 1870 году. В то время Франция переживала тяжёлый период своей истории, обусловленный войной с Пруссией, закончившейся поражением; Нанси, в котором располагался питомник садовода, оказался под оккупацией германских войск. Тем не менее осенью 1870 года Лемуаном были получены первые семена от скрещиваний сирени обыкновенной 'azurea plena' — первого махрового культивара, полученного в 1843 году в Льеже, — с несколькими разновидностями сирени обыкновенной с крупными цветками, росшими в питомнике. Также производились скрещивания сорта 'azurea plena' и сирени широколистной. Последний гибрид позже получил название сирени гиацинтоцветковой.
Первый сеянец зацвёл в 1878 году и оправдал ожидания: его цветки оказались махровыми из 2—2,5 венчиков, более крупными, чем у 'azurea plena', кисть соцветия также оказалась крупнее и плотнее. Новый сорт получил название 'Lemoinei' (что можно перевести приблизительно как «лемуановский»). В 1881 году зацвел сорт 'rubella plena' — первый махровый сорт с тёмноокрашенными (пурпурными) цветками. Позднее были получены обильноцветущие махровые сорта 'Michel Buchner' (1885) и 'President Grevy' (1886). В 1890 году появилась первая в мире белоснежная махровая сирень, которую Виктор Лемуан назвал в честь своей жены — 'Mme Lemoine'; годом ранее — сорт 'Emile Lemoine', названный в честь сына. Сорт отличался от остальных, существовавших в то время, овальными заострёнными и завёрнутыми внутрь лепестками махровых цветков с тремя рядами венчиков и обильным цветением. Свои сорта Виктор Лемуан называл в честь политических деятелей Франции того времени ('President Grevy', 'President Loubet'), или их жён ('Mme Casimir Perier'), известных французских учёных, философов и исторических деятелей прошлого ('Condorcet', 'De Saussure', 'Reamur', 'Duc de Massa'), а также в честь коллег-современников — садоводов, ботаников, селекционеров ('Viviand-Morel', 'Charles Joly', 'Maximowicz'). В 1906 году сын Виктора Лемуана Эмиль дал имя своего отца выведенному сорту сирени. 'Victor Lemoine' по сей день считается одним из лучших сортов сирени с необычайно красочным и продолжительным цветением.

Некоторые сорта Виктора Лемуана из коллекции Ботанического сада МГУ, Москва
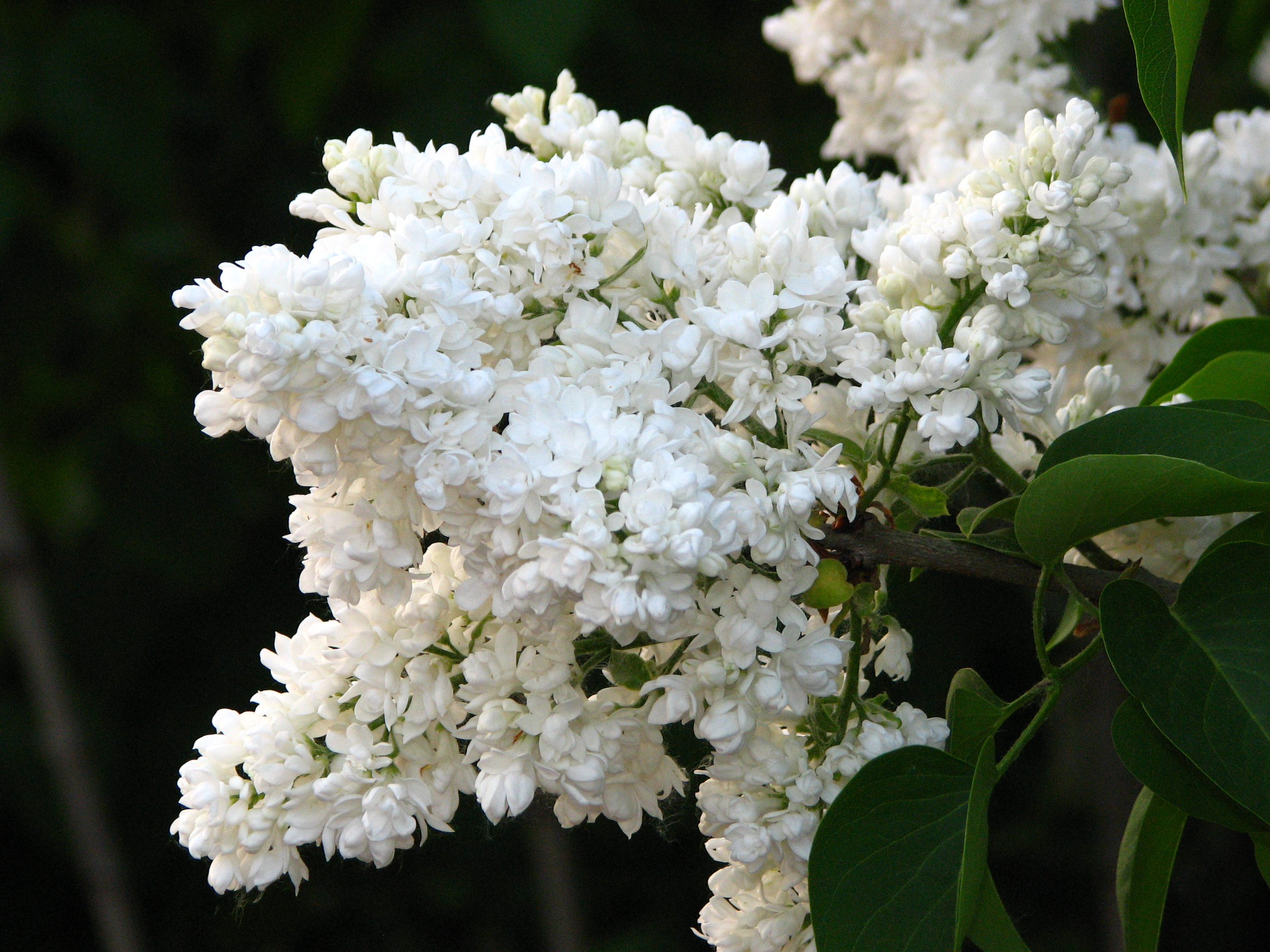
'Mme Lemoine' (1890)
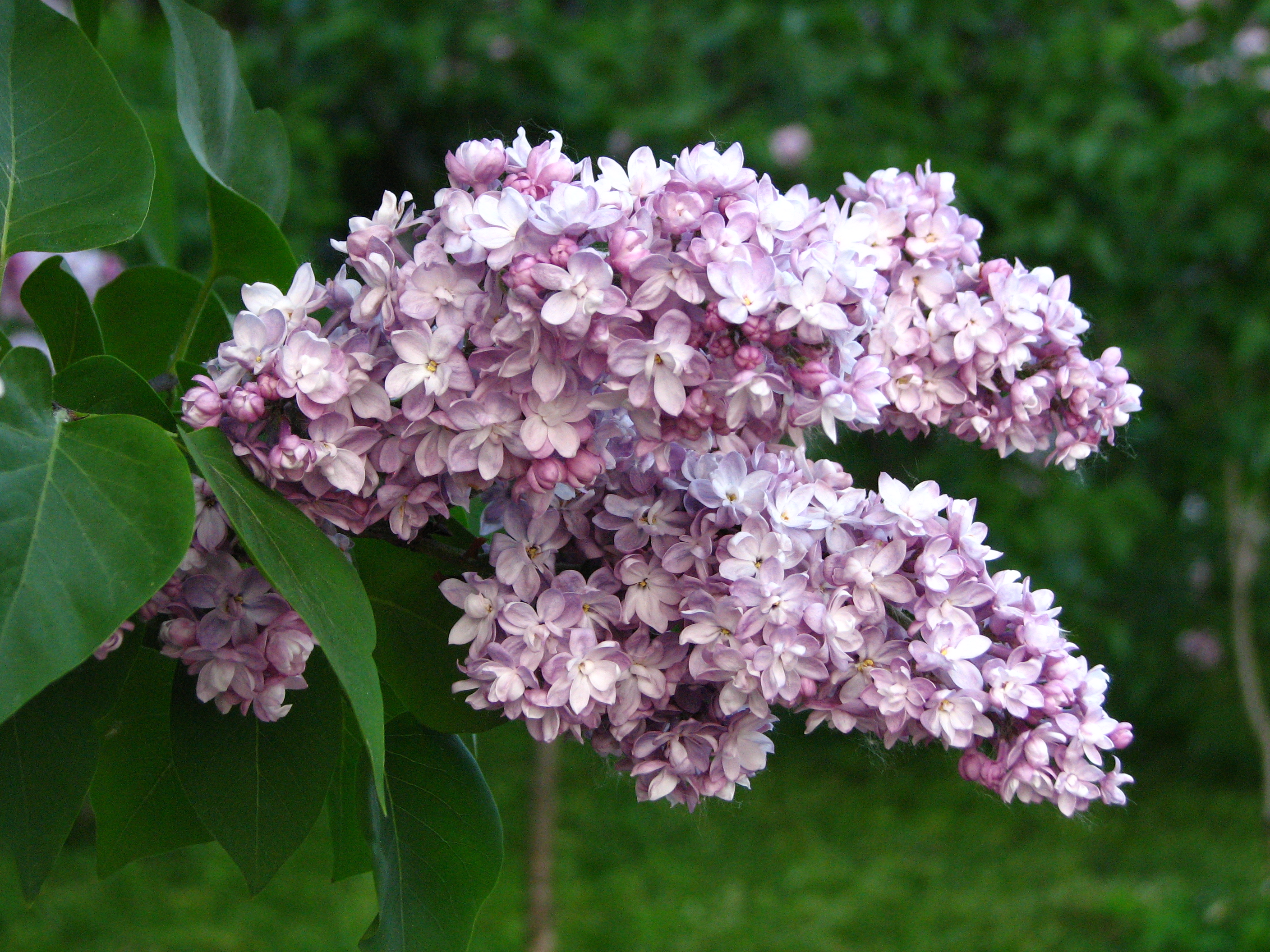
'Duc de Massa' (1905)
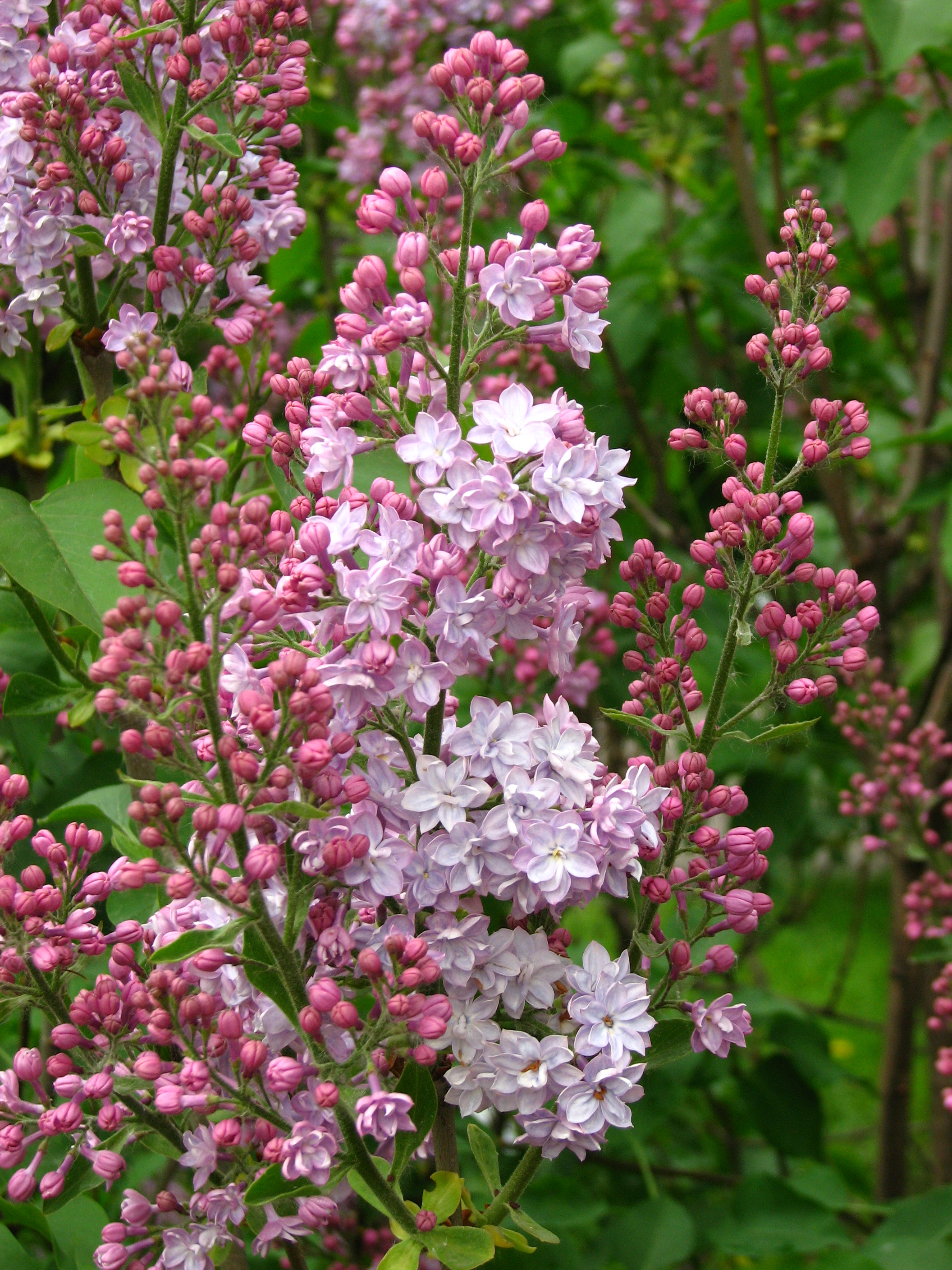
'Viviand-Morel' (1902)
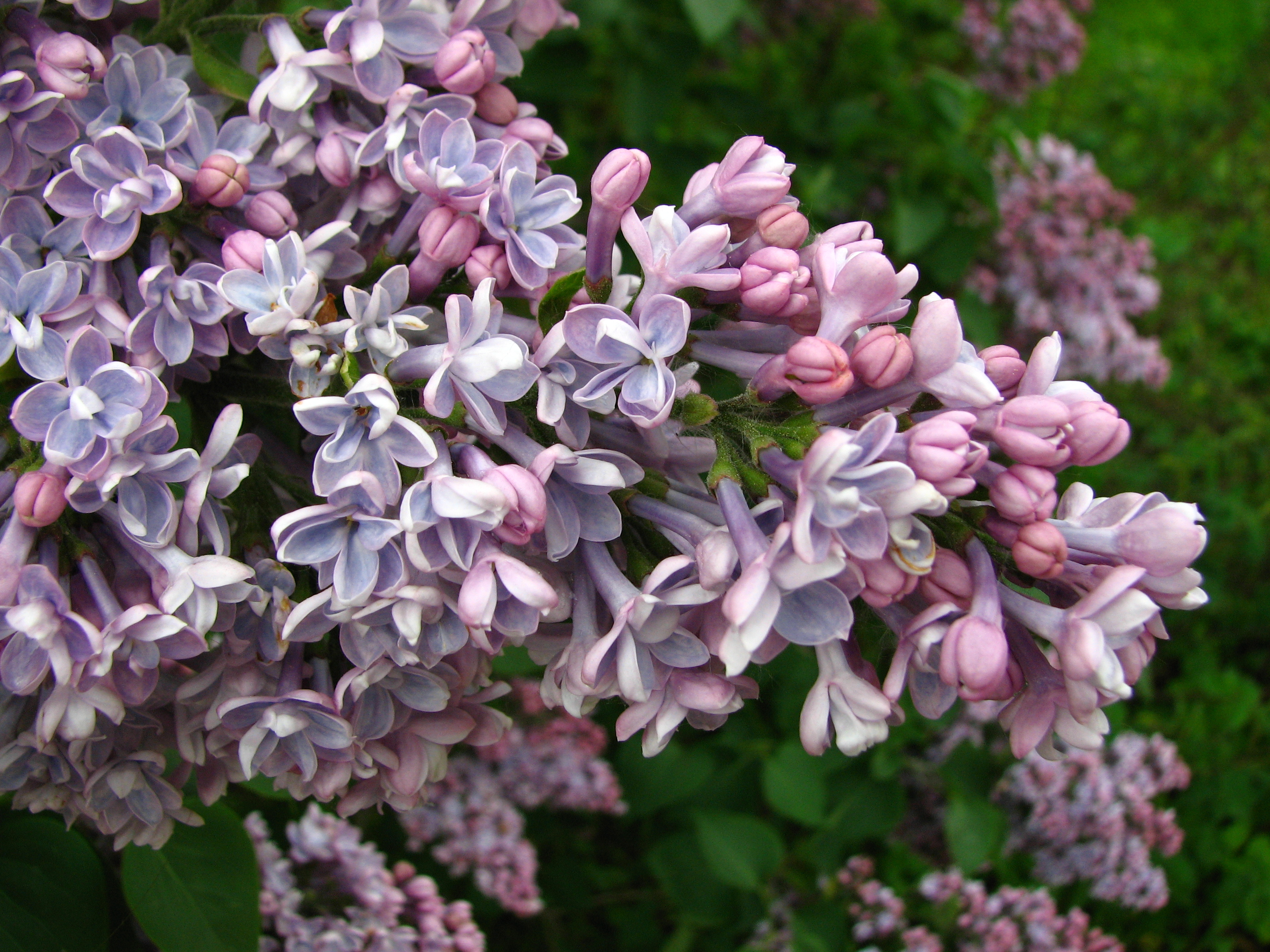
'Condorcet' (1888)
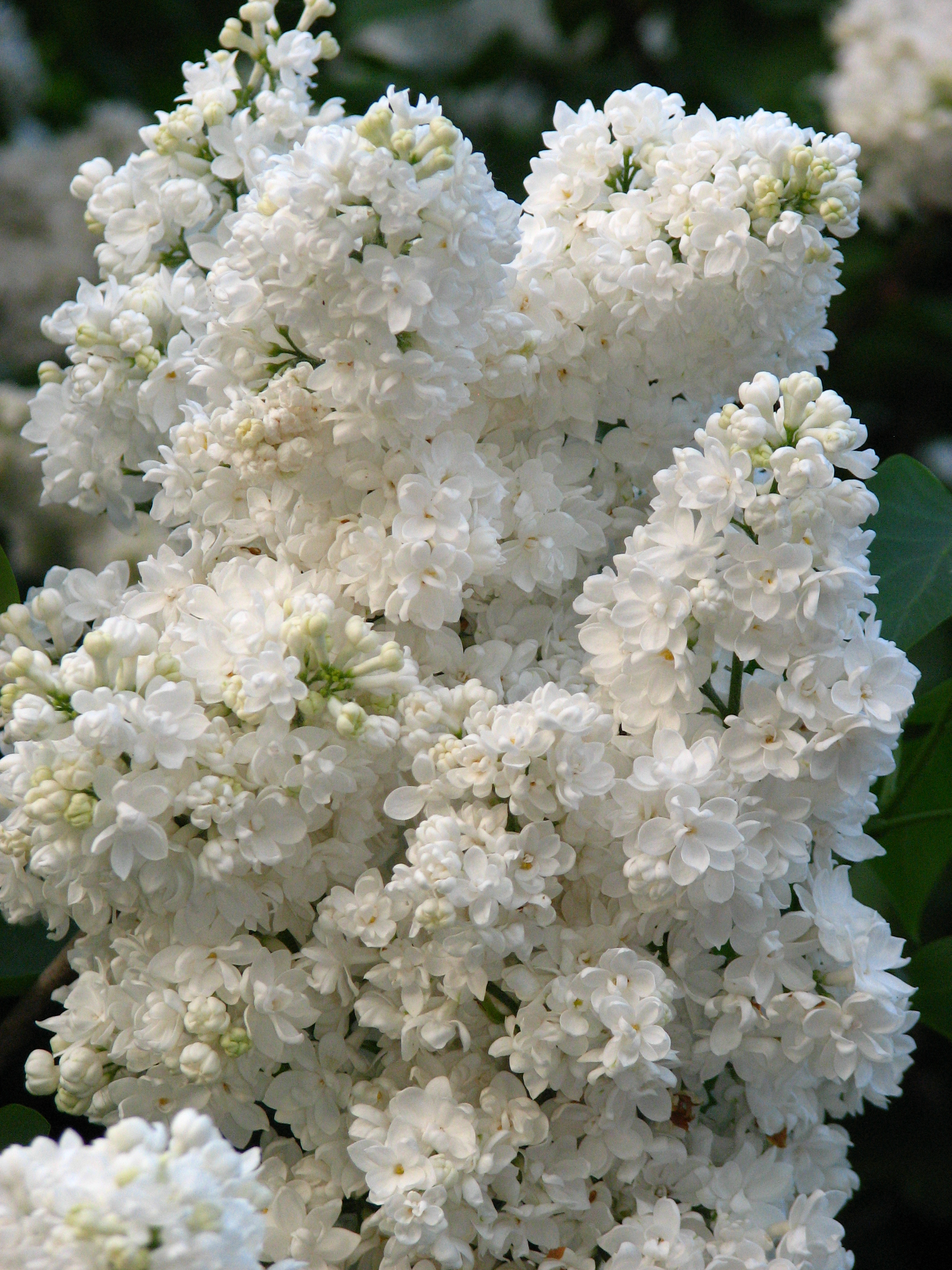
'Mme Casimir Perier' (1894)
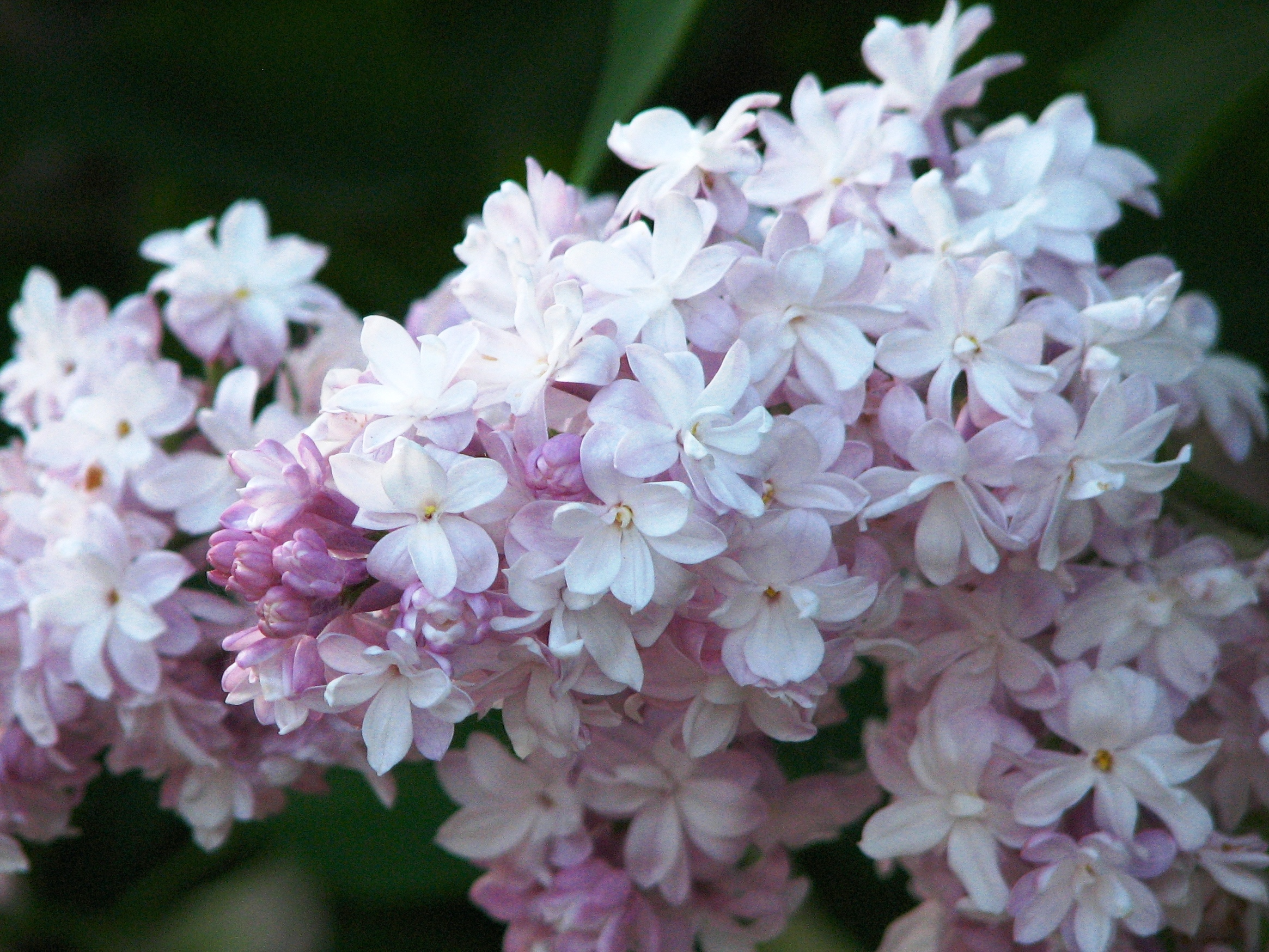
'Mme Antoine Buchner' (1909)